# Josep Lletget
Josep Lletget i Sardà (Reus, ? - Barcelona, 1919) fue un periodista y político de Cataluña. Vivió muchos años en Londres, donde apoderaba a un banquero bilbaíno que intervino en la construcción del ferrocarril de Gerona a Olot en 1895. Orador elocuente, escribió artículos en La Publicidad y fue elegido diputado al Congreso por el Partido Republicano Democrático Federal en el distrito electoral de La Bisbal en las elecciones generales de 1899, y por la Unión Republicana en el distrito de San Feliu de Llobregat en las elecciones de 1903. Posteriormente fue corresponsal de guerra en la Primera Guerra Mundial. Murió durante la epidemia de gripe española que asoló Barcelona entre 1918 y 1919.